# Tarazona de la Mancha
Tarazona de la Mancha er en by og kommune i det sydøstlige Spanien i provinsen Albacete. Den har et indbyggertal på 6.117 (2024) indbyggere.